# Alekséi Markovski
Alekséi Markovski (Unión Soviética, 17 de mayo de 1957) es un nadador soviético retirado especializado en pruebas de estilo libre y estilo mariposa, donde consiguió ser subcampeón olímpico en 1980 en los 4 x 100 metros estilos.

## Carrera deportiva
En los Juegos Olímpicos de Moscú 1980 ganó la medalla de plata en los relevos de 4 x 100 metros estilos, con un tiempo de 3:45.92 segundos, por delante de la República Democrática Alemana (plata) y Reino Unido (bronce), siendo sus compañeros de equipo los nadadores: Viktor Kuznetsov, Arsens Miskarovs, Yevgueni Seredin, Serguéi Kopliakov, Vladimir Shemetov, Aleksandr Fedorovski y Serguéi Krasiuk.